# دی جی اوگاستین
دی جی اوگاستین (انگلیسی: D. J. Augustin؛ زادهٔ ۱۰ نوامبر ۱۹۸۷) بازیکن بسکتبال اهل ایالات متحده آمریکا است.

## فعالیت ورزشی

### باشگاهی
از باشگاه‌هایی که در آن بازی کرده‌است می‌توان به تورنتو رپترز، اورلندو مجیک، شیکاگو بولز، ایندیانا پیسرز، دیترویت پیستونز، اکلاهما سیتی تاندر، شارلوت هورنتس، و دنور ناگتس اشاره کرد.